# Hendrikus Octavius Wichers

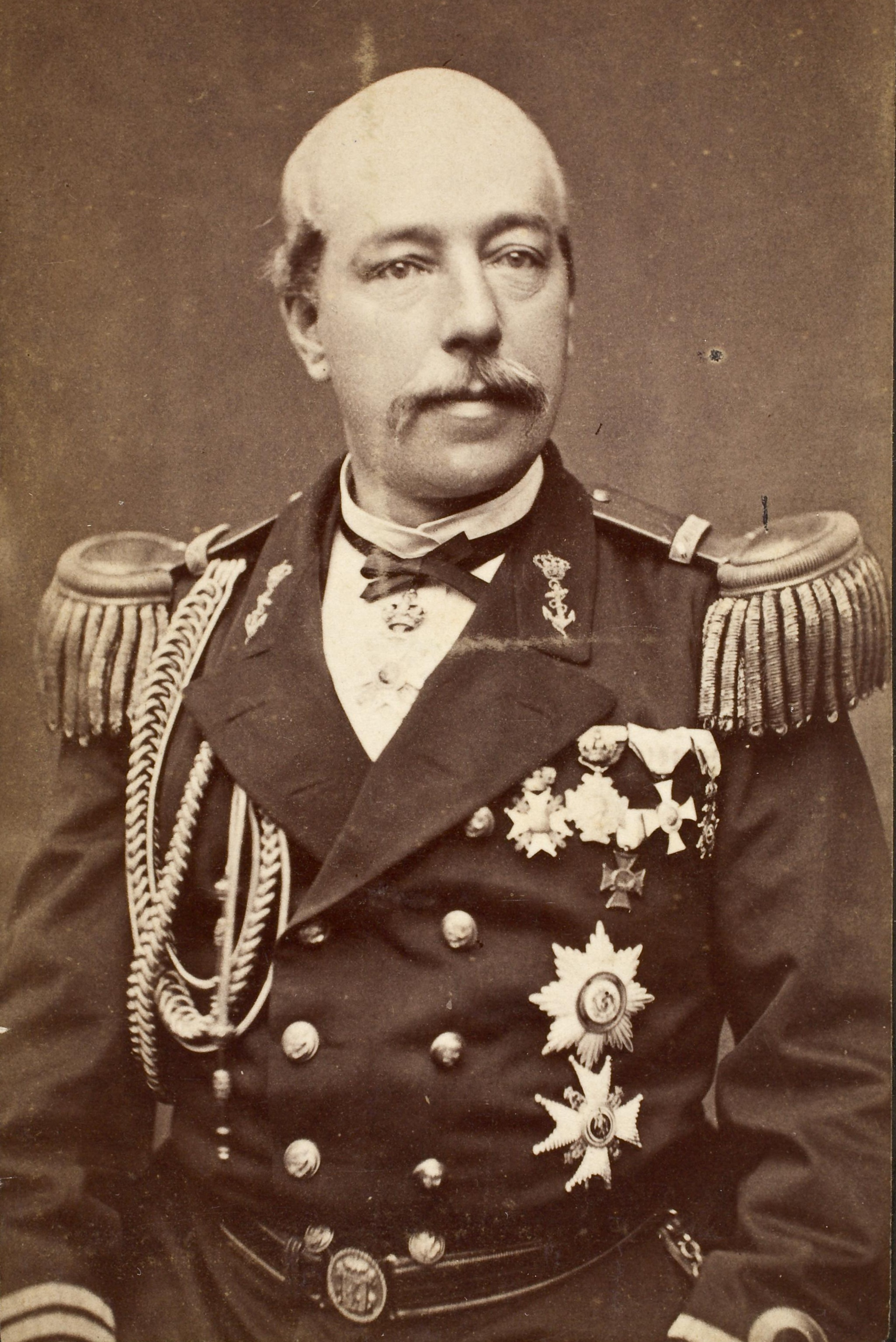
Hendrikus Octavius Wichers

Jonkheer Hendrikus Octavius Wichers (* 5. Mai 1831 in Winschoten, Provinz Groningen; † 23. Januar 1889 in Amsterdam) war ein niederländischer Seeoffizier der Königlichen Marine und liberaler Politiker, der unter anderem im Kabinett Kappeyne van de Coppello von 1877 bis 1879 Marineminister war sowie zudem zwischen 1878 und 1879 als kommissarischer Kriegsminister und 1879 als kommissarischer Kolonialminister fungierte. Er war außerdem von 1881 bis 1884 Mitglied der Zweiten Kammer der Generalstaaten.

## Leben
Hendrikus Octavius Wichers, dessen Vater Hendrik Ludolf Wichers (1800–1853) Justizminister und Mitglied des Staatsrates (Raad van State) war, fand nach einer Ausbildung zum Seeoffizier Verwendung auf verschiedenen Schiffen der Königlichen Marine (Koninklijke Marine) sowie als Beamter im Marineministerium. Er wurde am 1. August 1872 zum Fregattenkapitän (Kapitein-luitenant-ter-zee) sowie am 3. November 1877 zum Kapitän zur See (Kapitein-ter-zee) befördert. Am 3. November 1877 wurde er von Ministerpräsident Joannes Kappeyne van de Coppello als Marineminister (Minister van Marine) in dessen Kabinett berufen und bekleidete dieses Ministeramt bis zum 20. August 1879. Daneben war er von September 1878 bis zu seinem Tode am 23. Januar 1889 Adjutant von König Wilhelm III. im außerordentlichen Dienst.

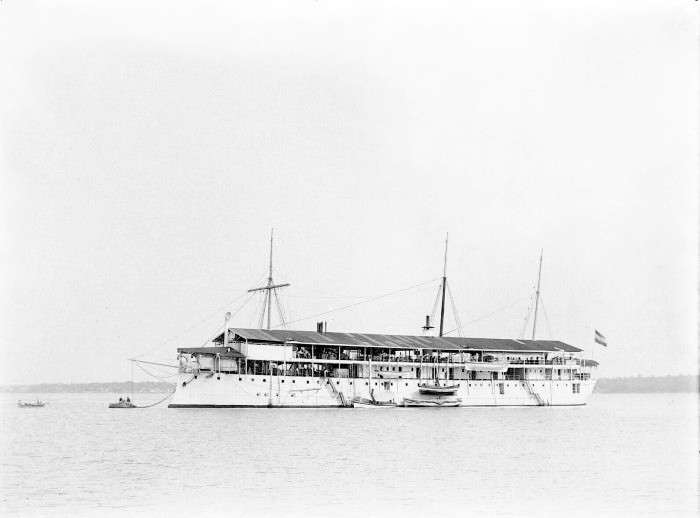
Kapitän zur See Wichers war zwischen 1880 und 1881 auch Kommandant des Rammturmschiffs Zr. Ms. Koning der Nederlanden.

Nach dem Tode von Jan Karel Hendrik de Roo van Alderwerelt am 29. Dezember 1878 übernahm er kommissarisch auch den Posten als Kriegsminister (Minister van Oorlog ad interim) und behielt diesen bis zum 15. Februar 1879, woraufhin Jacobus Catharinus Cornelis den Beer Poortugael ihn ablöste. Zugleich wurde er nach dem Tode von Pieter Philip van Bosse am 21. Februar 1879 am 26. Februar 1879 kommissarischer Kolonialminister (Minister van Koloniën ad interim) und bekleidete dieses Amt bis zum Amtsantritt von Otto van Rees am 12. März 1879.
Nach seinem Ausscheiden aus der Regierung kehrte Kapitän zur See Wichers zunächst in den aktiven Militärdienst zurück und war 1879 Mitglied der Küstenverteidigungskommission (Commissie inzake de kustverdediging) sowie zwischen 1880 und 1881 auch Kommandant des Rammturmschiffs Zr. Ms. Koning der Nederlanden. Am 19. September 1881 wurde er als Liberaler Mitglied der Zweiten Kammer der Generalstaaten (Tweede Kamer der Staten-Generaal), des Unterhauses der Generalstaaten (Staten-Generaal), und vertrat in dieser bis zum 11. Oktober 1884 den Wahlkreis Amsterdam. Während seiner Parlamentszugehörigkeit war er 1883 Vorsitzender der Kommission der Berichterstatter für Krieg sowie 1884 Vorsitzender der Kommission der Berichterstatter für Marine. 1884 verlor er sein Abgeordnetenmandat, nachdem er bei den Parlamentswahlen nur acht Prozent der Stimmen erhalten hatte. Zuletzt war er vom 1. September 1885 bis zu seinem Tode im Januar 1889 Direktor des Lagerhauskomplexes Entrepôtdok an der Amsterdamer Nieuwe Rapenburgergracht. Nach seinem Tode wurde er im Familiengrab in Diemen beigesetzt.

## Hintergrundliteratur
- Onze bestuurders in moederland en koloniën, 1885 (Onlineversion)